# ريدار هولتر
ريدار هولتر (بالنرويجية البوكمول: Reidar Holter)‏ هو مجدف نرويجي، ولد في 28 ديسمبر 1892 في أوسلو في النرويج، وتوفي في 19 يونيو 1953 في لوس أنجلوس في الولايات المتحدة.

## وصلات خارجية
- ريدار هولتر على موقع الاتحاد الدولي للتجديف (الإنجليزية)
- ريدار هولتر على موقع اللجنة الأولمبية الدولية (الإنجليزية)
- ريدار هولتر على موقع أوليمبيديا (الإنجليزية)